# 周高萍
周高萍（1986年10月20日—），出生于江苏泰州，中国足球运动员，中国国家女子足球队成员，司职后卫。她曾参加2010年亚洲运动会，获得第四名。她也随队参加了2007年世界杯女子足球赛、2008年北京奥运会等比赛。